# Санту-Антониу (Риу-Гранди-ду-Норти)
Санту-Антониу (порт. Santo Antônio) — муниципалитет в Бразилии, входит в штат Риу-Гранди-ду-Норти. Составная часть мезорегиона Сельскохозяйственный район штата Риу-Гранди-ду-Норти. Входит в экономико-статистический микрорегион Агрести-Потигуар. Население составляет 20 765 человек на 2006 год. Занимает площадь 301,052 км². Плотность населения — 69,0 чел./км².

## Статистика
- Валовой внутренний продукт на 2003 год составляет 39 889 059,00 реалов (данные: Бразильский институт географии и статистики).
- Валовой внутренний продукт на душу населения на 2003 год составляет 1949,33 реалов (данные: Бразильский институт географии и статистики).
- Индекс развития человеческого потенциала на 2000 год составляет 0,655 (данные: Программа развития ООН).